# الهرم المدفون
الهرم المدفون (يُطلق عليه أيضًا هرم سخم خت) هو هرم غير مكتمل تم بناؤه حوالي 2645 قبل الميلاد للملك سخم خت. كان هذا الملك هو الثاني من الأسرة المصرية الثالثة من مصر القديمة ، التي حكمت مصر حوالي 2686-2613 قبل الميلاد ، وعادة ما توضع في بداية المملكة المصرية القديمة.  يعتقد العديد من المؤرخين أن الأسرة الثالثة لعبت دورًا مهمًا في الانتقال من عصر الأسر المصرية المبكرة إلى عصر الأهرامات. 
يمكن زيارة الهرم ، لكن لا يُسمح للجمهور بالوصول إلى القاعدة والبنى التحتية.
كان سخم خت هو أيضًا خليفة الملك زوسر ، الذي دفن في  الهرم المدرج الشهير في سقارة. تم تصميم الهرم المدفون في الأصل على غرار هرم زوسر المدرج ويقع على بعد عدة مئات من الأمتار جنوب غرب البلاد. يمكن القول أيضًا أن هرم سخم خت صُمم في الأصل لتجاوز هرم زوسر المتدرج ولكنه بالكاد وصل إلى مستوى سطح الأرض ومن ثم أطلق عليه اسم الهرم المدفون. يُعتقد أن عدم اكتماله يرجع إلى فترة حكم سخم خت القصيرة كحاكم ، والتي كانت ست سنوات تقريبًا. 

## التاريخ

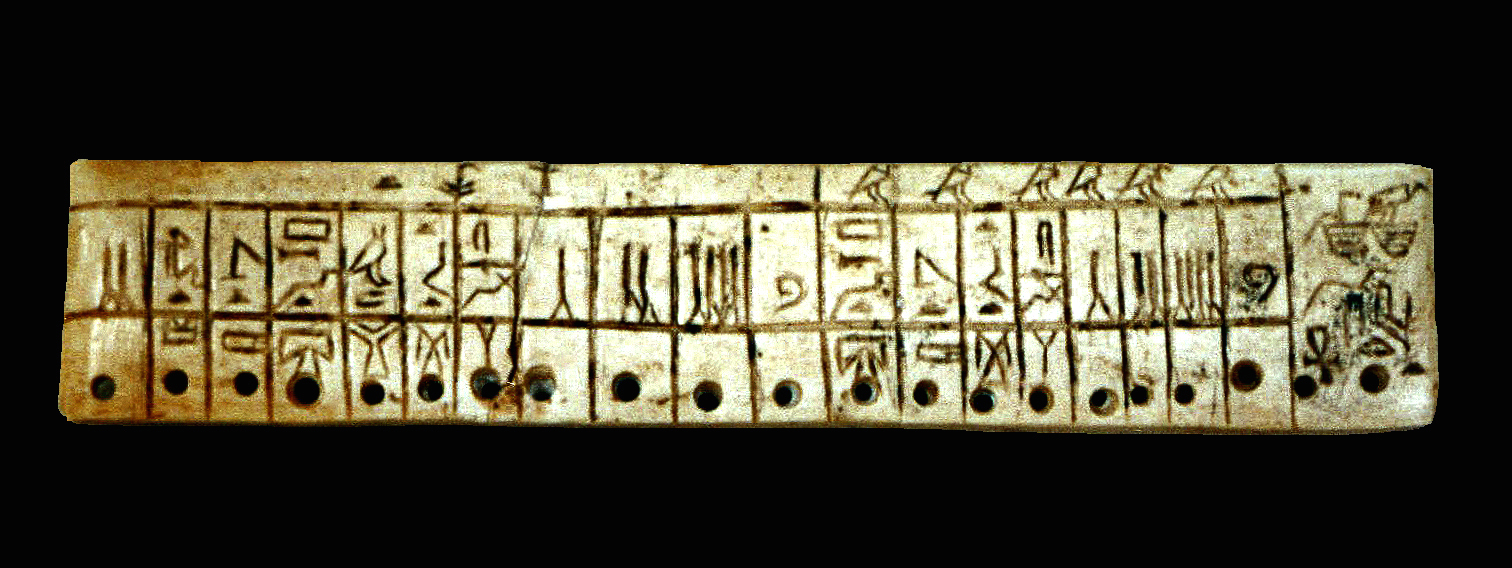
لوحة عاجية عثر عليها في عام 1955 بواسطة Z. Goneim على أرضية القاعة الرئيسية للهرم وتحمل اسم نيبتي "Djeserty" وقائمة من أقمشة الكتان.

كان الهرم المدفون عبارة عن هيكل غير معروف من قبل حتى لاحظ عالم المصريات زكريا غنيم الشكل المستطيل الغريب في الصحراء أثناء التنقيب في مجمع أوناس القريب في عام 1951. تم اكتشاف جدار مغلق مكون من ثلاثة أجزاء من الأنقاض ، ومن خلال الحفر حتى أسفله ، وجد أنه 5.2 م (17 قدم) طولا وسمكه 18 م (60 قدم). اكتشف لاحقًا أن الجدار امتد أكثر على كلا الجانبين إلى أبعاد 520 م (1,700 قدم) في المحور الشمالي الجنوبي و 180 م (600 قدم) إلى الشرق - غربية ومليئة بالأبواب والمنافذ المزيفة. 
كان الهرم نفسه يقع في وسط المجمع ، بطول قاعدته 115 م (377 قدم) ، وكان به درجة واحدة فقط ولم يكتمل. خلال المرحلة التالية من التنقيب ، اكتشف غنيم ممرًا تنازليًا إلى الجانب الشمالي أدى إلى رواق مسدود بالركام و حجارة البناء. تم العثور على عدد من الأشياء أثناء التنقيب في هذا المعرض بما في ذلك عظام الحيوانات ، والبرديات الديموطيقية ، وأواني حجرية الأسرة الثالثة. في تابوت خشبي متحلل ، تم اكتشاف الذهب الذي تضمن أساور ذهبية وحقائب مستحضرات تجميل و خرزة وأواني منقوشة باسم سيخمخت. 
عندما تم اختراق الجدار المسدود ، في 31 مايو 1954 ، تم اكتشاف غرفة دفن غير مكتملة وغير مزخرفة. بداخله ، يوجد تابوت من المرمر مقطوع من كتلة واحدة بغطاء عمودي يبدو أنه لا يزال مغلقًا. ومع ذلك ، في 26 يونيو 1954 ، بعد صعوبات كبيرة في رفع الغطاء ورفع الغطاء ، تم فتح  التابوت الحجري وكان فارغًا لخيبة أمل الجميع. 
أدى انتقاد غنيم وانتحاره في 12 كانون الثاني (يناير) 1959 إلى إضعاف الاهتمام بالهرم وترك التحقيق غير مكتمل.
في عام 1963 ، أعاد جان فيليب لوير فتح الحفريات بسبب احتمال وجود قبر جنوبي ورغبته في العثور على المفقودة مومياء. وجد لاور بالفعل قبرًا مدمرًا جزئيًا تحت الجانب الجنوبي تم نهبها في وقت ما من قبل اللصوص. عثر على تابوت خشبي به بقايا طفل لم يتم التعرف عليه يبلغ من العمر عامين وشظايا من أوراق الذهب. 

## المجمع

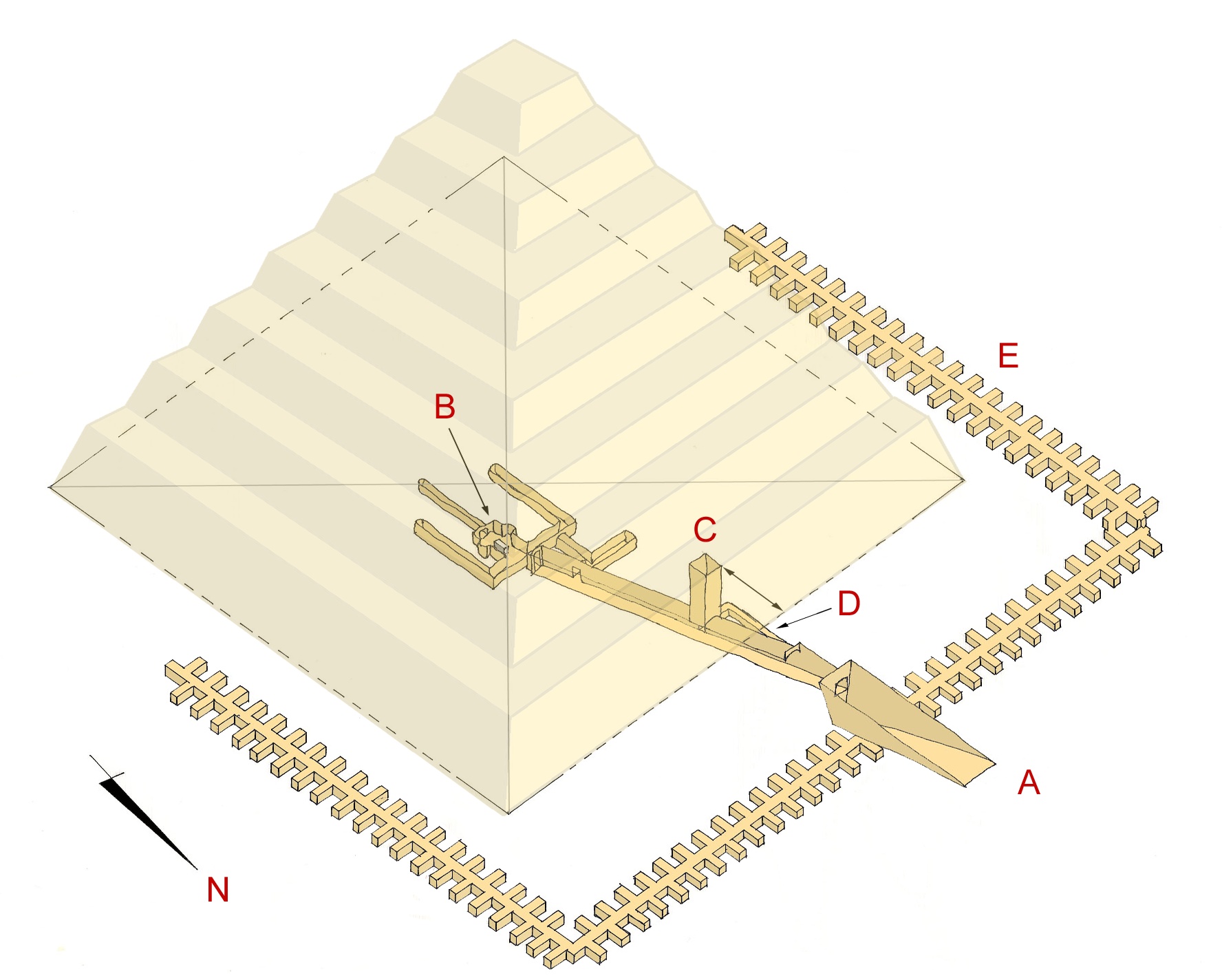
تصوير رياضي لهرم سخم خت المدرج

تم بناء مجمع هرم سخمخت جنوب غرب زوسر في سقارة ، وهو يضم هرمًا وبنية تحت الأرض ومجمع مقبرة.
يظهر اسم إمحوتب على جزء من سور المجمع السكني. في حين أن الاسم نفسه لا يحتوي على أي عناوين ، وبالتالي فإنه من غير المؤكد ما إذا كان هذا هو  نفس المهندس الذي خطط لهرم زوسر التدريجي ، فإن خط الخلافة والميزات المعمارية المماثلة تشير إلى مثل هذا الاحتمال. 

### الهرم
الاسم القديم لهرم سخم خت غير معروف. ومع ذلك ، فإنه يُعرف بالعامية باسم الهرم المدفون نظرًا لطبيعته غير المكتملة بالإضافة إلى أنه لم يكن معروفًا من قبل حتى اكتشافه في عام 1952 ، عندما تم العثور عليه تحت الرمال. حالتها الحالية تشبه إلى حد كبير  المصطبة ، حيث تصل فقط إلى 2.43 متر (8 قدم) من الارتفاع. تقف أساسات الهرم على سطح صخري غير مستوي ، مما دفع البناة لمحاولة تسوية الأرض من خلال بناء مصاطب يصل ارتفاع بعضها إلى عشرة أمتار. 
كان من المقرر أن يخطو الهرم منذ بدايته. مع طول القاعدة 115 متر (377 قدم) ، فإنه يشير إلى أنه إذا اكتمل ، فإن البنية الفوقية ستكون أطول من  جارتها ، بسبع درجات وترتفع إلى 70 متر (230 قدم).
نظرًا لأن الهرم لم يكتمل ، لم يتلق أبدًا غلافه من الحجر الجيري ، ولكن لا يزال من الممكن صنع تقنية البناء: كتل الحجر الجيري مائلة إلى الداخل بمقدار 15 درجة ، مع وجود مسارات مائلة من الحجر موضوعة بزاوية قائمة على المنحدر. 

### البنية التحتية
يقع مدخل الهيكل الجوفي إلى الشمال ، ويبدأ بممر ضيق ينحدر لحوالي 61 متر (200 قدم) حتى يلتقي بعمود رأسي من أعلى الممر. في هذا المكان ، هناك فقرة أخرى تؤدي إلى صف مكون من 136 معرضًا غير مكتمل تشكل شكل U حول الهرم.  يظهر معرضان آخران من هذه المجلات قبل المدخل مباشرة. حجرة الدفن ذات التصرف المماثل ، مثل نظرائهم ، لم يتم الانتهاء منها أبدًا.
قياس قاعدة حجرة الدفن هو 88 م × 5.18 م (288.7 قدم × 17.0 قدم) وارتفاعها 45 م (148 قدم). كما تُركت غير مكتملة ، لكنها احتوت على ترتيب دفن كامل. ويقطع التابوت من قطعة واحدة من المرمر الناعم. كان غطائها عموديًا ، وانزلق في مكانه ، ومثبت في الوجه الأمامي عن طريق ختم الملاط. 

### مجمع المقبرة
يتم توجيه المجمع بمحور شمالي - جنوبي ، ولكن بدقة انحراف يبلغ حوالي 11 درجة.
إحدى السمات البارزة لهذا المجمع هو جدار داخلي يُعرف باسم «الجدار الأبيض» مصنوع من الحجر الجيري المغطى بخطوط البناء الحمراء والكتابات.
لا يزال من غير المعروف ما إذا كان مجمع سخم خت سيتضمن أي معابد جنائزية أو غيرها من الميزات الموجودة أيضًا في مجمع زوسر.  تمثل حالته غير المكتملة صعوبة لمثل هذه التخمينات. المدخل الفعلي للمجمع غير معروف.

#### القبر الجنوبي
في عام 1963 ، اكتشف جي بي لاور ، الذي تم إزاحته من المحور المركزي إلى الغربي للهرم وتحت هيكل يشبه المصطبة بأبعاد 32 م × 16 م (105 قدم × 52 قدم) ، أسس ما يسمى بالجنوب قبر. إنه أقرب إلى الهرم نفسه منه في مجمع سلفه. 
في البنية التحتية للمصطبة ، وبعد ممر تم الوصول إليه بواسطة عمود رأسي ، اكتشف المنقبون غرفة عثروا فيها على تابوت خشبي به رفات طفل لم يتم التعرف عليه يبلغ من العمر عامين. من المؤكد أن الطفل ليس سخمخت نفسه ، حيث يتم تمثيله كشخص بالغ في نقوش من وادي مغارة في  سيناء. كما تم العثور على عظام حيوانات وأواني حجرية ومجوهرات ذهبية من الأسرة الثالثة ، بالإضافة إلى آثار سرقة المقبرة. 

#### جدار الضميمة
كانت جدران السياج تحتوي على مشكاة مماثلة لتلك الموجودة على جدران مجمع زوسر ، وكانت مغطاة بالحجر الجيري من طرة المحفوظة في الجدار الشمالي الأول ، حيث تم ملؤها بالامتداد. كان ارتفاع الجدران حوالي عشرة أمتار. قد تكون جدران التمديد قد توقفت خلال المراحل الأولى من البناء أو سُرق غلاف الحجر الجيري في طرة.